# Витолд Пилецки
Вѝтолд Пилѐцки (на полски: Witold Pilecki) е полски военен ротмистър, лагерист от Аушвиц, офицер от главния щаб на Армия Крайова и участник във Варшавското въстание. Известен със своите рапорти от Аушвиц, в които описва случващото се там.
Осъден на смърт и екзекутиран като предател от комунистическите власти в Полша, името и дейността на Пилецки са премълчавани през целия период на тоталитарно управление.
Едва през 1990 г. обществеността в Полша научава за него, след като Върховният съд на страната (на полски: Sąd Najwyższy) отменя присъдата му, определяйки обвинението като скалъпено. През 1995 г. посмъртно му е даден Ордена на възродена Полша. Кулминацията по реабилитирането му е през 2006 г., когато президентът Лех Качински го удостоява посмъртно с най-високото полско държавно отличие – Орденът на Белия орел. На 5 септември 2013 г. е издигнат във военен чин полковник.

## Биография

### Ранни години и образование
Витолд Пилецки е роден на 13 май 1901 г. в град Олонец (днес в Карелия), Руска империя, в шляхтишкото семейство на Людвѝка (с моминско име Ошечѝмска) и Юлѝан Пилецки, герб Лелѝва. Има четири братя и сестри – Мария, Юзеф, Ванда и Йежи.
Семейство Пилецки произхождат от района на Новогрудек, в днешен Беларус. В резултат на репресии след потушаване на полското Януарско въстание от 1863 г. им е конфискувано имуществото. Бащата на Витолд завършва висше образование в Санкт Петербург, след което работи като лесничей в Карелия. Жени се за Людвика Ошечимска и младото семейство се установява в Олонец. Лошото образователно ново и опасенията от русификация на децата принуждават семейството да вземе решение за преместване. През 1910 г. Людвика и децата се заселват във Вилнюс, докато Юлиан, от финансови съображения, остава да работи като старши инспектор в Карелия.
Във Вилнюс Витолд учи в търговското училище, като го завършва през 1914 г. През същата година е приет в забранената от руските власти полска скаутска организация (харцерство). След избухването на Първата световна война (1914) семейството се мести в Хаврилков, Могильовска губерния. Там Витолд започва да учи в селището Орел и основава харцерска организация. През 1918 г. семейството отново се мести за кратко във Вилнюс, след което се установява в разграбеното си имение Суку̀рче (на полски: Sukurcze), в района на град Лида. Есента на същата година Витолд отива във Вилнюс за да продължи средното си образование в гимназия „Йоахим Лелевел“.

### Полско-болшевишка война
След оттеглянето на германските окупационни войски от Вилнюс през 1918 г. и новината за идващите болшевики, Витолд се записва като доброволец в силите за самоотбрана на ген. Владѝслав Вѐйтко. Под натиска на болшевиките защитниците на града се изтеглят на запад, на 5 януари 1919 г. пробиват германските позиции и се присъединяват към новосформираната полска армия. Така Витолд се включва в нейните редиците и участва в Полско-болшевишката война. От август 1920 г. е в състава на „211 кавалерийски полк“ под командата на капитан Домбро̀вски. Взема участие в отбраната на Гродно, битката при Варшава (1920), битката в Рудницката гора и в бунта на Желиговски. Получава два ордена за храброст.

### Междувоенен период
През 1921 г. Пилецки е демобилизиран, връща се във Вилнюс и завършва средното си образование. Същата година минава курс за подофицери в „Съюза за национална сигурност“ (на полски: Związek Bezpieczeństwa Kraju; СНС), след което работи като командир-инструктор в град Нове Швенчяни. Преминава десет месечен курс на обучение в школа за офицери кавалеристи от запаса в град Груджьондз (1921 – 1922). През 1922 г. започва да учи във „Факултета по изящни изкуства“ на Вилнюския университет но заболяване на баща му и финансови проблеми го принуждават да прекъсне образованието си и да се захване с управление на семейното имение Сукурче, като постепенно го модернизира. Покрай работата като земевладелец, се изявява и в обществената сфера, създавайки земеделски клуб и мандра, на която е председател. Също така успява да отдели време за писане на поезия и рисуване. Заради социалната си дейност, през 1938 г. Пилецки получава „сребърен кръст за заслуги“.
През 1926 г. е повишен във военно звание подпоручик от резерва, в състава на „26-и велкополски кавалерийски полк“, базиран в град Барановиче. В следващите години, почти ежегодно взема участие в маневрите на своя полк. В 1932 г. е назначен за командир на кавалерийската ескадрила в Лидски повят. От 1937 г. тя е в състава на „19-а пехотна дивизия“.

### Втора световна война
През август 1939 г. Пилецки е мобилизиран и участва в отбраната на страната срещу германската агресия, като командир на взвод, първоначално в състава на кавалерийски ескадрон от „19-а пехотна дивизия“, командвана от ген. Ю̀зеф Квачишѐвски. Изпратена да защитава пътя между Пьотърков Трибуналски и Томашов Мазовецки, на 5 септември дивизията е разбита от германския „16-и артилерийски корпус“. Отстъпващите войници, сред които е и Пилецки, преминават Висла и се присъединяват към „41-ва пехотна дивизия от резерва“, с командир майор Ян Влодаркѐвич. Там Пилецки е назначен за помощник-командир. Под натиска на германците, постепенно дивизията се насочва на югоизток, към румънската граница, с цел осигуряване на път за изтегляне на юг. На 22 септември на войниците от дивизията е наредено да се разпуснат и да предадат оръжието си. Една част от тях минават на унгарска територия. Взводът командван от Пилецки продължава да действа като партизански отряд до 17 октомври, когато той го разпуска.

#### Тайна полска армия
След края на бойните действия Пилецки отива във Варшава, където на 9 ноември заедно с майор Влодаркевич и други войници от дивизията създават на т.нар. „Тайна полска армия“ (на полски: Tajna Armia Polska; ТПА), организация която има за цел да се бори срещу германския окупатор. В нея Пилецки изпълнява функциите на началник-щаб, организационен инспектор, началник на специалните части, на доставките и на мобилизацията. За нуждите на конспирацията става собственик на склад за козметика, което му позволява да се движи свободно из целия град.
ТПА обхваща районите на Варшава, Шедълце, Люблин, Радом и Краков. След падането на Франция (22 юни 1940) и призива на полското правителство в изгнание за обединяване на нелегалните съпротивителни сили, в края на 1941 г. оганизацията се присъединява към „Съюза за въоръжена борба“ (на полски: Związek Walki Zbrojnej; СВБ), който от 1942 г. носи името Армия Крайова (на полски: Armia Krajowa; АК).
По време на събрание на ТПА във варшавския квартал Жилѝбож през август 1940 г. е засегнат въпроса за откритите от германците концентрационни лагери в полските земи. Предлага се някой от водачите на организацията да проникне в лагера Аушвиц (на немски: Konzentrationslager Auschwitz), да осъществи контакт с пленени членове на ТПА и да ги организира в съпротивителна структура. Крайната цел е освобождаване на лагеристите и събиране на достатъчно информация, която би потвърдила слуховете за германски престъпления там. Вероятно инициатор на този план е Пилецки, който предлага себе си за доброволец при изпълнението му.

#### Аушвиц
На 19 септември 1940 г. Пилецки, снабден с фалшиви документи на името на То̀маш Серафѝнски се предава на немската жандармерия, която провежда акция за събиране на трудоспособни мъже от Варшава. Откаран е с влак в „Аушвиц 1“ през нощта на 21 срещу 22 септември. Там е регистриран като „№ 4859“.
В лагера Пилецки успява да създаде конспиративна организация наречена „Съюз на военната организация“ (на полски: Związek Organizacji Wojskowej; СВО). СВО е организирана на принципа на т.нар. „петорки“ – групи от по пет души, които комуникират единствено с ръководителите и не знаят нищо за останалите групи. В края на 1942 г. системата на „петорките“ е заменена с типично военна структура, с обособени батальони, роти и взводове, като по този начин се пристъпва към подготовка на въоръжени действия срещу охраната на лагера. Запасите от оръжие са складирани под сградата на строителната служба.
Създал СВО, Пилецки насочва усилията си към преговори за обединяване на различните конспиративни военни фракции и политически течения на лагеристите в единна структура. Действията му са успешни, като на 24 декември 1941 г. успява да сключи споразумение със социалиста Станѝслав Дюбоа и националиста Ян Мосдорф. За ръководител на всички фракции е избран полк. Кажѝмеж Хайлман-Ра̀вич, а след неговото преместване в лагера Маутхаузен (на немски: Konzentrationslager Mauthausen) – полк. Юлѝан Гилѐвич.
Дейността на Пилецки в лагера е оценена високо от СВБ-АК и още през ноември 1941 г. ген. Стефан Ровецки го издига във военен чин поручик.
През пролетта на 1943 г. Гестапо започва арести сред най-близки сътрудници на Пилецки, и се разбира че властите в лагера са взели решение за преместване на „старите“ лагеристи в други лагери на Третия райх. Това кара Пилецки да вземе решение за бягство. В нощта на 26 срещу 27 април, заедно с Ян Редзей и Едвард Чешелски успяват да избягат. Насочват се към град Нови Вишнич, където Пилецки се среща с истинския Томаш Серафински. Той го свързва с ръководителите на АК в Краков, които гледайки с подозрение, не приемат предложения им план за нападение на Аушвиц. Това кара Пилецки на 22 август да замине за Варшава, където се надява да убеди централното ръководство на АК в целесъобразността на своя план. Замисълът му е оценен като нереалистичен и е отхвърлен, като е отбелязано присъствието на много сериозна охрана в лагера (между 6500 и 8000 души).

##### „Рапорти на Пилецки“
В периода 1940 – 1943 г. Пилецки изпраща няколко рапорта на СВБ-АК, в които описва геноцида, който се извършва в Аушвиц. Тези рапорти, чрез конспиративния канал „Анна“ са изпращани в Швеция, и от там достигат западните съюзници. Първоначално рапортите са изнасяни чрез освободени лагеристи. Впоследствие, след като германците премахват колективната отговорност за бягство, от бегълци. По заповед на Пилецки, през 1942 г. членове на СВО организират няколко зрелищни бягства от Аушвиц. След бягството си през 1943 г. пише още два кратки рапорта. По време на престоя с в Италия през 1945 г. съставя обширен обобщаващ доклад. 
В първата му година в Аушвиц, преобладаваща част от убитите са поляци. Те са ликвидирани публично и с брутална изобретателност, както и чрез скрита стрелба или инжекция с фенол. Впоследствие поляците са изпреварени от унгарските и полски евреи по смъртност. След началото на войната между Третия райх и СССР през 1941 г. много съветски военнопленници са докарани в Аушвиц. Те са обгазявани с пестицида „Циклон Б“.
Масовите обгазявания на евреи в Аушвиц започват през 1942 г. За тях Пилецки пише:
| „ | Над хиляда на ден от новодокараните бяха обгазявани. Труповете им се изгаряха в новите крематориуми. | “ |

#### Армия Крайова
След бягството си от Аушвиц през пролетта на 1943 г. Пилецки, под чуждото име Роман Йежѐрски, се присъединява към структурите на АК. През 1943 – 1944 г. е заместник-командир в „Информационно-разузнавателните бригади – Камелеон-Йеж“ (на полски: Brygady Informacyjno-Wywiadowczej „Kameleon“-„Jeż”), които са част от трети отдел на „Дирекцията за диверсии към щаба на Армия Крайова“ или „Kedyw“ (на полски: Kierownictwo Dywersji Komendy Głównej Armii Krajowej). На 22 февруари 1944 г. е издигнат във военен чин ротмистър.
През 1944 г. за ръководителите на АК става ясно че трайна окупация на полски земи от страна на Червената армия е все по реална. Това ги принуждава да пристъпят към създаването на нова структура в рамките на АК, която да се концентрира върху противодействието на болшевиките. Тази структура е наречена „NIE“, съкращение на думата „независимост“ (на полски: niepodległość) и е поверена на полк. Август Емил Филдорф. Към нея е прикрепен и Пилецки, който отговаря за политическата част и трябва да организира структурата за планиране на бойните операции.

##### Варшавско въстание
След избухването на Варшавското въстание на 1 август 1944 г. Пилецки се включва в него, макар че членувайки в „NIE“, няма право да участва. Прикривайки самоличността си, първоначално действа като обикновен „стрелец“ (на полски: strzelec) в състава на 1-ва рота „Варшавя̀нка“ (на полски: Kompania NSZ „Warszawianka“), от 1-ви батальон „Лех Желязни“ (на полски: I Batalion „Lecha Żelaznego“) на формированието „Хробри II“ (на полски: Zgrupowanie Chrobry II). Позицията на ротата е в сградата на Военния Географски институт. 
Впоследствие, поради нуждата от ръководни кадри, Пилецки разкрива своята самоличност и военния си чин, след което е назначен за заместник-командир а впоследствие и за командир на 2-ра рота. Неговата част отбранява района между улиците Товаро̀ва, Сребърна и складовете Хартвиг. Позицията е известна като „редута Витолд“, и остава непревзета до края на въстанието.
След като АК взема решение за прекратяване на въстанието, на 5 октомври бойците предават оръжието и са взети като военнопленници от германците. Пилецки и останалите въстаници от „Хробри II“ са изпратени в Ожаров, от където след това той заминава за Ламсдорф. На 19 октомври 1944 г. е настанен в офицерския лагер „Офлаг VII А Мурнау“ (на немски: Oflag VII A Murnau) в Бавария, където престоява до месец май на следващата година.

### Следвоенна дейност
На 9 май 1945 г. Пилецки е освободен от лагера. Налага му се да дава обяснение за участието си във въстанието пред ген. Тадеуш Пелчински, който го упреква, че като войник от „NIE“ е нямал право да се включва в бойните действия и да напуска страната. По-късно е разпределен във „2-ри Полски корпус“ (на полски: 2 Korpus Polski), базиран в Италия. На 5 и 11 септември се среща с ген. Владислав Андерс, с когото обсъждат евентуалното му връщане в Полша, с цел реализиране задачите на „NIE“
На 8 декември 1945 г. Пилецки се завръща тайно в комунистическа Варшава. В пълна конспирация организира събирането на информация за настоящата политическа и икономическа ситуация в страната, както и за действията на НКВД. Също така установява и поддържа контакти с партизански групи на АК. Междувременно в ръководената от него структура е внедрен агентът Лешек Кухчински, на който обаче не му се отдава да предизвика компрометирането и саморазрушаването ѝ. През юни 1946 г. ген. Андерс нарежда на Пилецки да напусне Полша, поради започнала акция по издирването му от комунистическите власти. Липсата на заместник, на когото да предаде функциите си, както и нежеланието на жена му да емигрира с децата, карат Пилецки да остане. В началото на 1947 г. ген. Кажимеж Вишньовски потвърждава неговите задачи в страната.

#### Арест, съдебен процес и екзекуция
На 8 май 1947 г. Пилецки е арестуват и на следващия ден е настанен в затвора Моко̀тув, където е държан в пълна изолация. Освен него, в периода 6 – 22 май властите арестуват още двадесет и двама души, като впоследствие седем са освободени. Разследването е поверено на полк. Роман Ромковски. По време на продължилите половин година разпити Пилецки е измъчват от известните със своята жестокост лейтенанти от службата за сигурност (на полски: Urząd Bezpieczeństwa, UB) Лушко̀вски, Кравчѝнски, Кро̀шел, Хѝмчак, Словя̀нек и Алябо̀рски. На 4 ноември се подписва, че потвърждава доказателствата изнесени от разследващите органи.
На 3 март 1948 г. във варшавския „Районен войводски съд“ (на полски: Rejonowy Sąd Wojewódzki) започва режисиран процес срещу т.нар. „Група на Витолд“ (на полски: grupy Witolda). Освен Пилецки, обвиняеми са и неговите другари Мария Шелянго̀вска, Тадѐуш Плужа̀нски, Шѝмон Ямо̀нта-Кшивѝцки, Максимилѝан Кау̀цки, Йежи Новако̀вски, Витолд Ружѝцки и Макари Шера̀дзки. Председател на съдебния състав е подполк. Ян Хрицко̀вян, а обвинител е прокурорът майор Чѐслав Лапѝнски. Пилецки е обвинен в ползване на фалшиви документи за самоличност, притежаване на оръжия и подготовка за атентати срещу членове на правителството. На 15 март е произнесена смъртната му присъда, в която той е охарактеризиран като империалистически шпионин, национален предател и враг на Полската народна република. В последното си изказване Пилецки категорично отхвърля обвиненията, като държи на мнението си, че през цялото време е изпълнявал своя дълг. 
Негови другари от Аушвиц се обръщат с молба до премиера Юзеф Циранкевич, също бивш лагерист, да се намеси. На това Циранкевич отговаря с писмо до съда, в което препоръчва да се пренебрегне дейността на Пилецки в лагера и той да бъде третиран като „враг на народа и на Полската народна република“. След произнасянето на присъдата, неговият адвокат, съпругата му и приятели от Аушвиц пращат молба за помилване на президента Болеслав Берут, но тя е отхвърлена.
На 25 май 1948 г., в 21:30 часа Витолд Пилецки е екзекутиран в затвора, чрез изстрел в тила. Физическият изпълнител на присъдата е Пьотър Шмета̀нски. Погребан е тайно в местността „Ло̀нчка“ (на полски: Łączka) на Повонзковското гробище в столицата, където провеждани и до днес археологически разкопки все още не успяват да открият останките му.

### Личен живот
През 1929 г. Пилецки се запознава с Мария Остро̀вска, местна учителка, родом от Остров Мазовецка, с която на 7 април 1931 г. сключват брак. Младото семейство се настанява в Сукурче, където им се раждат син А̀нджей и дъщеря Зо̀фия.
След съветското нахлуване в Полша на 17 септември 1939 г. семейството на Пилецки се укрива сред местните хора, за да избегне арест и депортация в Сибир от структурите на НКВД. През 1940 г. Мария Пилецка с децата успява да мине съветско-немската граница и да отиде при родителите си в Остров Мазовецка. Там получава информация, че мъжът и е жив и пребивава във Варшава. Започват да поддържат постоянна връзка, като Пилецки успява да види децата. След като ген. Андерс нарежда на Пилецки да напусне Комунистическа Полша, съпругата му отказва да го последва, като в същото време настоява той да изпълни заповедта.

## Реабилитиране и признание
На 1 октомври 1990 г. „Върховният съд на Полша“ оправдава Пилецки и неговите другари от „Групата на Витолд“. Обвиненията, на които се базират присъдите им, са определени като неверни.